# イメール
イメール（イタリア語: Imer）は、イタリア共和国トレンティーノ＝アルト・アディジェ州トレント自治県にある、人口約1,200人の基礎自治体（コムーネ）。

## 地理

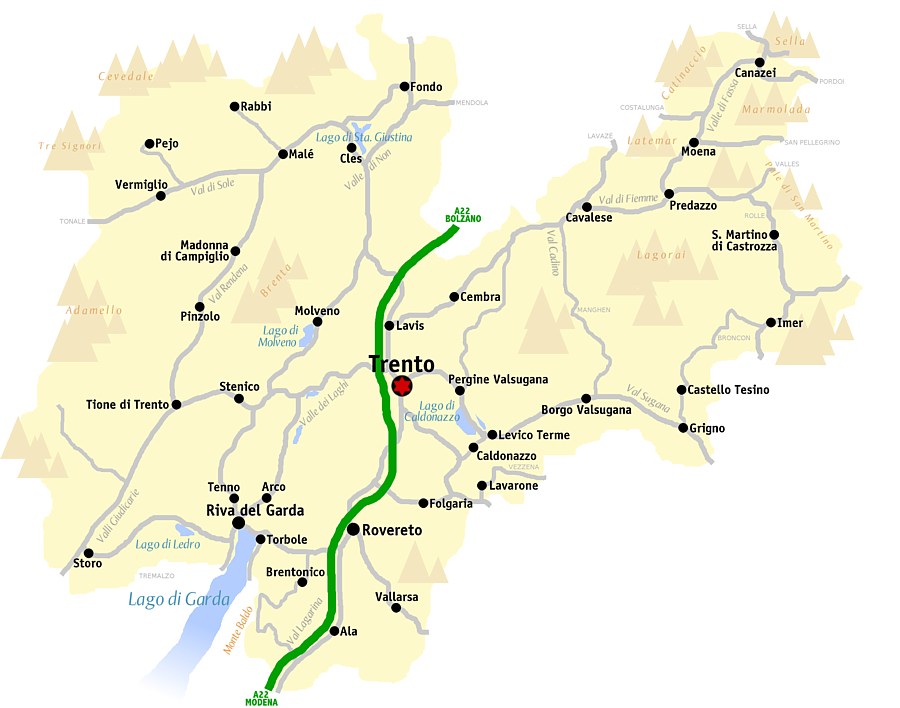
トレント県概略図

### 位置・広がり
トレント自治県北東部、ヴァッレ・ディ・プリミエーロに位置するコムーネ。イメールの集落は、ヴァッレ・ディ・プリミエーロの中心集落であるフィエーラ・ディ・プリミエーロから南西へ4km、県都トレントから東へ53kmの距離にある。コムーネ本体の北方に飛び地がある。

#### 隣接コムーネ
コムーネ本体に隣接するコムーネは以下の通り。BLはベッルーノ県所属を示す。
| - メッツァーノ - 東 - ソヴラモンテ (BL) - 南 - カナール・サン・ボーヴォ - 西 飛び地は以下のコムーネと隣接する。 - プリミエーロ・サン・マルティーノ・ディ・カストロッツァ (シロール) - カナール・サン・ボーヴォ - メッツァーノ |

## 行政

### 分離集落
イメールには、以下の分離集落（フラツィオーネ）がある。
- Bus, Centrale di San Silvestro, Giani, Masi, Pontet, Villaggio Sass Maor

### Comunità di valle
トレント自治県が設置した広域行政組織 Comunità di valle のひとつ「プリミエーロ」 (it:Comunità di Primiero)  （事務所所在地：旧トナディーコ）に含まれる。

## 住民

### 言語
| 少数言語話者の割合（2011年） | 少数言語話者の割合（2011年） | 少数言語話者の割合（2011年） | 少数言語話者の割合（2011年） | 少数言語話者の割合（2011年） |
| ---------------------------- | ---------------------------- | ---------------------------- | ---------------------------- | ---------------------------- |
|                              |                              |                              |                              |                              |
| ラディン語                   | ラディン語                   |                              | 0.5%                         | 0.5%                         |
| モケーニ語                   | モケーニ語                   |                              | 0.0%                         | 0.0%                         |
| チンブロ語                   | チンブロ語                   |                              | 0.0%                         | 0.0%                         |

2011年10月9日に行われた国勢調査によれば、若干のラディン語話者がいる。

## 姉妹都市
- ファイッキオ、イタリア 2011年